# Casa Santa Maria de les Garrigues
Casa Santa Maria de les Garrigues és una obra del municipi de Cercs (Berguedà) inclosa en l'Inventari del Patrimoni Arquitectònic de Catalunya.

## Descripció
Es tracta d'un edifici aïllat de caràcter rural format per planta baixa i dos pisos. És de planta rectangular amb teulada a doble vessant i carener paral·lel a la façana principal. Aparell de carreus regulars ben alineats en filades. Presenta obertures a la façana disposades regularment. Llindes de pedra (la de la porta principal té la inscripció de 1703, any de reformes en l'estructura general de l'edificació) a les obertures de planta baixa i primer pis. La segona planta, sota teulada, mostra marcs en fusta original i aparell exterior arrebossat amb argila.

## Història
Fou documentada des del segle xi una antiga església romànica (Santa Maria de les Garrigues o de Vilosiu) que fou ensorrada i parcialment aprofitada per a construir-hi la casa actual cap a la fi de l'edat mitjana. L'any 1703 va haver-hi una important remodelació i reestructuració de l'edifici. Va tornar-se a retocar ja en ple segle xx. Històricament ha estat el centre de l'antiga parròquia de Vilosiu i dels masos propers i, per tradició oral, una de les cases més riques i importants de la zona. Va estar habitada regularment fins a començament de la dècada dels anys 70 d'aquest segle.